# Sant Pere de Vilalta
Sant Pere de Vilalta és una església del municipi de Sant Mateu de Bages (Bages) inclosa en l'Inventari del Patrimoni Arquitectònic de Catalunya.

## Descripció
És un edifici religiós, una església ubicada junt a la masia Vilalta. La planta de l'església, primitiva, és un rectangle on no es diferencia la nau del presbiteri, podria ser preromànica. L'estructura és plenament gòtica, ja que utilitza l'arc ogival. L'entrada és lateral. El portal està datat al s.XV. Als peus de la nau (lateral esquerra) hi trobem el campanar de torre, el qual està realitzat en dos períodes successius visibles en el canvi de pedra. Presenta molt bon aspecte tant internament com externament, i és degut a una recent restauració.
El portal de l'església de Sant Pere de Vilalta està ubicat en el lateral esquerra de la nau. Datat en la primera meitat del segle xv, presenta un portal rodó sol, amb un conjunt de grans dovelles i muntants no gaire alts, simulant una figura de cap ample i cames curtes i primes. La dovella central o clau representa dos cossos en relleu: un cap d'animal i, a sobre, una espècie de torre.